# Entomogramma torsa
Entomogramma torsa är en fjärilsart som beskrevs av Achille Guenée 1852. Entomogramma torsa ingår i släktet Entomogramma och familjen nattflyn. Inga underarter finns listade i Catalogue of Life.